# Apanteles hylas
Apanteles hylas är en stekelart som beskrevs av Wilkinson 1932. Apanteles hylas ingår i släktet Apanteles och familjen bracksteklar. Inga underarter finns listade i Catalogue of Life.